# La Joueuse
 (novembre 2024).
La mise en forme du texte ne suit pas les recommandations de Wikipédia : il faut le « wikifier ».
Les points d'amélioration suivants sont les cas les plus fréquents :
- Les titres sont pré-formatés par le logiciel. Ils ne sont ni en capitales, ni en gras.
- Le texte ne doit pas être écrit en capitales (les noms de famille non plus), ni en gras, ni en italique, ni en « petit »…
- Le gras n'est utilisé que pour surligner le titre de l'article dans l'introduction, une seule fois.
- L'italique est rarement utilisé : mots en langue étrangère, titres d'œuvres, noms de bateaux, etc.
- Les citations ne sont pas en italique mais en corps de texte normal. Elles sont entourées par des guillemets français : « et ».
- Les listes à puces sont à éviter, des paragraphes rédigés étant largement préférés. Les tableaux sont à réserver à la présentation de données structurées (résultats, etc.).
- Les appels de note de bas de page (petits chiffres en exposant, introduits par l'outil «  Source ») sont à placer entre la fin de phrase et le point final[comme ça].
- Les liens internes (vers d'autres articles de Wikipédia) sont à choisir avec parcimonie. Créez des liens vers des articles approfondissant le sujet. Les termes génériques sans rapport avec le sujet sont à éviter, ainsi que les répétitions de liens vers un même terme.
- Les liens externes sont à placer uniquement dans une section « Liens externes », à la fin de l'article. Ces liens sont à choisir avec parcimonie suivant les règles définies. Si un lien sert de source à l'article, son insertion dans le texte est à faire par les notes de bas de page.
- La présentation des références doit suivre les conventions bibliographiques. Il est recommandé d'utiliser les modèles {{Ouvrage}}, {{Chapitre}}, {{Article}}, {{Lien web}} et/ou {{Bibliographie}}. Le mode d'édition visuel peut mettre en forme automatiquement les références.
- Insérer une infobox (cadre d'informations à droite) n'est pas obligatoire pour parachever la mise en page.

Pour une aide détaillée, merci de consulter Aide:Wikification.
Si vous pensez que ces points ont été résolus, vous pouvez retirer ce bandeau et améliorer la mise en forme d'un autre article.
Pour plus de détails, voir Fiche technique et Distribution.
La Joueuse est un court métrage français écrit et réalisé par Yves Chaudouët sorti en 2018. C'est son deuxième moyen-métrage après Transports Davignon, tourné dans le Château Davignon, en Camargue et produit par les Rencontres d'Arles en 2017.
Le film La Joueuse a été produit à l'occasion de l'exposition personnelle de l'artiste à la Chapelle Jeanne d'Arc de Thouars. L'exposition était composée du film et de trois sculptures L'Ecrevisse, La Chèvre du Thibet et La Carpe, inspirées du Bestiaire de Guillaume Apollinaire, mis en musique par Francis Poulenc. Les sculptures La Carpe et La Chèvre du Thibet ont été acquises par le Frac Artothèque Nouvelle Aquitaine. Le film La Joueuse fait aussi partie de la collection.

## Synopsis
Pour le personnage de la joueuse, interprétée par Valérie Dréville, poser pour un peintre est une première expérience. Pour le peintre, interprété par Yann Boudaud, ce qui est nouveau, c’est de faire le portrait d’une inconnue.

### L’art en train de se faire
La Joueuse prolonge cinématographiquement une démarche narrative et picturale amorcée par Yves Chaudouët depuis plusieurs décennies par la peinture, la poésie et l’installation. Il répète, autrement, les mêmes questions : pourquoi, comment, le regard se porte sur quelque chose, quelqu’un.e en particulier ? pourquoi, comment advient le portrait, cette tentative si singulière de retenir le temps ? pourquoi, comment, ce mouvement vers la nuit de l’autre ? une expérience de "revenance", pour citer Georges Didi-Huberman.
Dans La Joueuse, le portrait s’affirme comme un des faits du contemporain : les difficultés inactuelles du peintre à représenter son modèle — hommage à Bresson, Watkins, Monteiro, sans compter un clin d'œil direct au long-métrage Suite armoricaine de Pascale Breton — sont déjouées par le film en train de se faire, les portraits qui sont trouvés en temps réel au moyen du cinéma. Valérie Dréville, Yann Boudaud et François Chattot, sont réunis ici pour la première fois. La création artistique devient ici à la fois sujet, objet, instrument et véhicule. Menée par le mouvement des amours enfouies, du doute, de l’émotion de l’œuvre en train de se faire, la nuit retrouve sa place humaine, à l’abri des pupilles, fragiles et limpides, impénétrables, du regard.
Le film, tourné en trois jours en 2017 dans une rue de Thouars, dans les Deux-Sèvres et dans l'atelier de l'auteur, la veille du jour où il a définitivement quitté Paris, est montré lors de l'exposition inaugurale du FRAC Nouvelle Aquitaine Méca.

## Fiche technique
- Titre français : La Joueuse
- Réalisation, scénario : Yves Chaudouët
- Directeurs de la photographie : Victor Zébo (Paris), Tangi Le Bigot (Thouars)
- 1er assistant réalisateur : Arnaud Esterez
- Chef monteur image Yohann Costedoat-Descouzeres
- Chef monteur son N'Dembo Ziavoula
- Étalonneuse Lucie Bruneteau
- Musique Christ. (2002) Pylonesque
- 2ème assistant réalisateur : Pierre-Philippe Toufektchan
- Chef opérateur du son : Bastian Paumier
- Mixeur Sylvain Ménard
- Perchman : Titouan Dumesnil
- Costumes : Gabrielle Tromelin et Pauline Valls
- Collaboration scénario : Maylis Decamps
- Directrice de production : Tiphaine Robion
- Assistante de production Estelle Carbonneau
- Régisseurs Quentin Dumez, Benjamin Jaud
- Orfèvre (chevalière de Nicolas Poussin): Augustin Gaud Artworks
- Ebéniste (valises à tableaux): Nicolas Dionis du Séjour
- Assistante monteur Bérénice Aidat
- Assistant étalonneur Sylvain Rio
- Technicien post-production Jacques Parmentier
- Conseiller musique Nicolas Rotenberg
- Postproduction : Maelstrom Studios, Bordeaux

## Distribution
- La modèle : Valérie Dréville
- Le peintre : Yann Boudaud
- Nicolas Poussin : François Chattot
- Le petit garçon : Aksel Breton
- La petite fille : Clémentine Jouvin